# QRZ.com
QRZ.com ist eine frei zugängliche und kostenfreie Website und Online-Datenbank für Funkamateure.
Neben einem Forum zum Meinungsaustausch und für Informationen zum Thema Amateurfunk bietet sie jedem Funkamateur die Möglichkeit, sich und seine Funkstation vorzustellen. Vor allem aber stellt sie ein umfangreiches Callbook, also ein  Verzeichnis internationaler Amateurfunkrufzeichen (Calls) dar sowie eine Protokolldatei (Log) der untereinander geführten Funkverbindungen (QSOs).

## Etymologie
Die drei Buchstaben QRZ sind eine im Amateurfunk übliche Abkürzung aus der Gruppe der Q-Schlüssel und bedeuten das Rufzeichen eines Funkamateurs. So könnte man statt der Frage „Wie lautet Ihr Rufzeichen?“ viel kürzer nur „QRZ?“ senden mit der gleichen Bedeutung. Eine mögliche Interpretation von QRZ.com ist also „Rufzeichen-Datenbank“.

## Geschichte

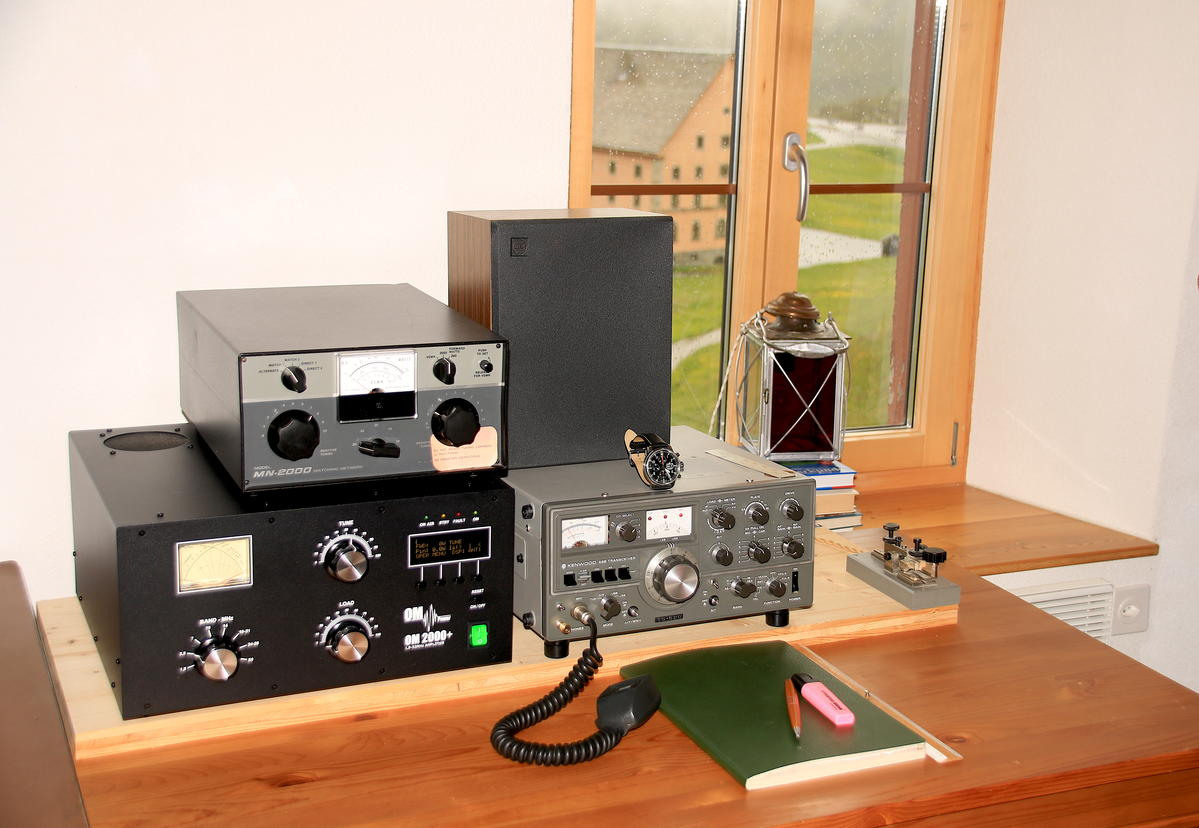
Beispiel einer in QRZ.com veröffentlichten Amateurfunkstelle

QRZ.com wurde im Jahr 1992 durch den amerikanischen Funkamateur Fred Lloyd (Rufzeichen AA7BQ) ins Leben gerufen. Abgeleitet wurde es aus einem Vorläuferprogramm namens Callsign Project (deutsch Rufzeichen-Projekt), das darauf abzielte, die von der unabhängigen amerikanischen Behörde FCC (Federal Communications Commission), in etwa vergleichbar mit der deutschen Bundesnetzagentur, gesammelten Daten den Funkamateuren zur Verfügung zu stellen. Zu der Zeit gab es das World Wide Web (www) in der heutigen Form noch nicht. Die Daten wurden daher auf CD-ROM gespeichert und als QRZ CDROM mehr oder weniger zum Selbstkostenpreis von knapp zwanzig US-Dollar angeboten. Nach kurzer Zeit waren mehr als 5000 Stück verkauft, die ihren Platz auf allen Kontinenten der Erde inklusive der Antarktis und sogar im Weltall auf der Raumstation Mir und der Internationalen Raumstation (ISS) fanden.
Am 28. Oktober 1993 ging QRZ online, und zwar unter der noch heute gültigen Internet-Adresse. Nachdem es heute viele Millionen Websites aller Art gibt, gebührt QRZ.com der Ruhm, zu den ersten 5000 überhaupt zu gehören. Sie erfreut sich nach wie vor großer Beliebtheit bei Funkamateuren in aller Welt.